# Hugues II de Metz
Pour les articles homonymes, voir Hugues II.
Hugues II de Metz, plus souvent appelé  Hugues X (fmg : XII) de Dabo, fut en ordre chronologique comte de Dabo, de Moha, et de Metz, mort en 1178 ou après.

## Origine
On considérait traditionnellement que Hugues était l'un des trois fils du comte Folmar VI (ou V ; fmg : VIII) (mort en 1145), comte de Metz, de Hunebourg et de Hombourg, et de sa femme Mathilde, fille d’Albert Ier de Dabo (Dagsburg en allemand), comte d'une petite partie d’Eguisheim, de Dabo et de Moha. En effet Folmar avait un fils, Hugues Ier, 1147 comte de Hombourg, 1157 comte de Metz, mort sans descendance en 1159; suivi par son frère Folmar VI (mort en 1171 sans descendance) 1145 comte de Metz, evêque de Metz, qui transmet Metz à son cousin Hugues X (mort en 1178 ou après), comte de Dabo, Moha et en 1171 Metz.
L'historiographie moderne voit désormais en lui un fils de Henri-Hugues VIII (fmg : XI de Dabo) et Moha (mort après 1137) et un petit-fils d'Albert Ier de Dabo et de sa première épouse Hedwige NN et donc un neveu par alliance du comte Folmar V de Metz (mort en 1145). Hugues IX (fmg : XI) comte de Dabo aurait reçu le comté de Metz de l'empereur Frédéric Barberousse en 1153,. Peut-être Barberousse avait seulement permis la transmission future en 1171.

## Biographie
Dès 1142, Hugues est mentionné avec son oncle Folmar V (ou VI) dans une charte pour une donation faite à l’abbaye Saint-Martin-de-Glandières de Longeville.
Vers 1143, il épouse Luitgarde de Sulzbach, fille de Bérengar (III) de Sulzbach, et devient ainsi le beau-frère par alliance de Conrad III de Hohenstaufen et de l'empereur grec Manuel Ier Comnène ! Il reste un fidèle du parti des Hohenstaufen, particulièrement de Frédéric Barberousse. Que celui-ci l'ait investi du comté de Metz en 1153 doit être examiné de près, car son cousin Hugues Ier comte de Homburg et Metz mourait en 1159 et fut suivi en Metz par son frère, l'évêque Folmar VI (ou IX) (mort en 1171). Sa puissance est alors très importante. Ses possessions s'étendent de Liège à l'Alsace et comprennent les comtés de Moha et de Dabo, l'avouerie de l'évêché de Metz avec des biens patrimoniaux de part et d'autre des Vosges  ainsi sur le versant est en Alsace la région comprise entre Neuwiller et Colmar. Il meurt vers 1178 ou après et ses domaines passent à son fils Albert II (mort en 1212), le dernier des Étichonides.

## Filiation
De son mariage avec Luitgarde de Sulzbach (Bavière), veuve de Godefroid II de Louvain, duc de Basse-Lotharingie, fille de Bérengar (III) de Sulzbach, ils ont quatre enfants :
- Hugues (mort en 1172) ;
- Albert II de Dabo-Moha (qu'il vend en 1204) (mort en 1212) ; dernier des Etichonides, qui épouse vers 1180 Gertrud von Baden (vers 1160 - avant 1225) ;
- Luitgarde épouse Thierry (ou Dietrich) [I] comte de Are et Hochstaden (mort avant le 22 janvier 1197) ;
- Gertrude  épouse Louis [I] comte de Sarrewerden/Saarwerden.

## Sources
- Léon Germain, Annuaire de la Société d’histoire et d’archéologie lorraine, 1901, p. 307-309.
- (en) Medieval Land : Alsace dernière mise à jour du 20 mai 2021 sur le site de la Foundation for Medieval Genealogy,

1. ↑  Hugues Henri de Dagsbourg.
2. ↑  Michel Parisse Noblesse et chevalerie en Lorraine médiévale Publication Université de Nancy II, Nancy 1982  (ISBN 2864801272), « Dabo, apogée et extinction » p. 93 « Dabo » p. 375.
3. ↑  (en) Albert I Dagsburg † 1098 sur le site Medieval Lands.

« Reste à avertir les lecteurs que Medieval Lands / fmg.ac Alsace : chapitre 5.B : Counts of Egisheim and Dagsburg (Moha) commence avec un Albert (II) de Moha (mort en 1098), fils possible d'un Count de MOHA Albert (I), qu'il n'explique pas car il n'a jamais existé. La Wikipédia anglaise, avec "County of Moha"  explique que le territoire assez important de Moha (en Hesbaye) était avant sa possession par les Etichonides une seigneurie que possédait Albert (sans chiffre d'ordre car à sa mort Moha devenait la propriété de sa seule survivante fille NN). » Seigneur Albert de Moha apparaît en deux chartes: celle de l'évéché de Liège de 1031 et une autre de l'archévèque Poppo de Trier (Trèves), de 1040/1044 issue de la part du comte Gozelo Ier de Montagu et sa femme. Donc, Albert est le seul Seigneur de Moha (première maison). Sa fille héritière doit être l'« épouse anonyme » qui épousait Henri Ier comte d'EGUISHEIM et DABO et après environ 1040 (date du mariage estimé) « comte de Moha » (deuxième maison). Cela dit, on voit que Albert comte de Moha après la mort de son père (mort avant 1050) n'est pas un descendent agnatique des Seigneurs de Moha (première maison) et doit avoir le numéro I comme premier Etichonide comte de Moha. S'il existe une charte par laquelle il est « officiellement » comte reste à voir : en tout cas, à l'époque, on a permis qu'il s'appelle ainsi dans les chartes. Rarement il se trouve beaucoup plus tard des mentions discrètes qu'il s'agissait peut-être d'un fief - mais de qualité seigneuriale.[style à revoir]